# Městská divadla pražská

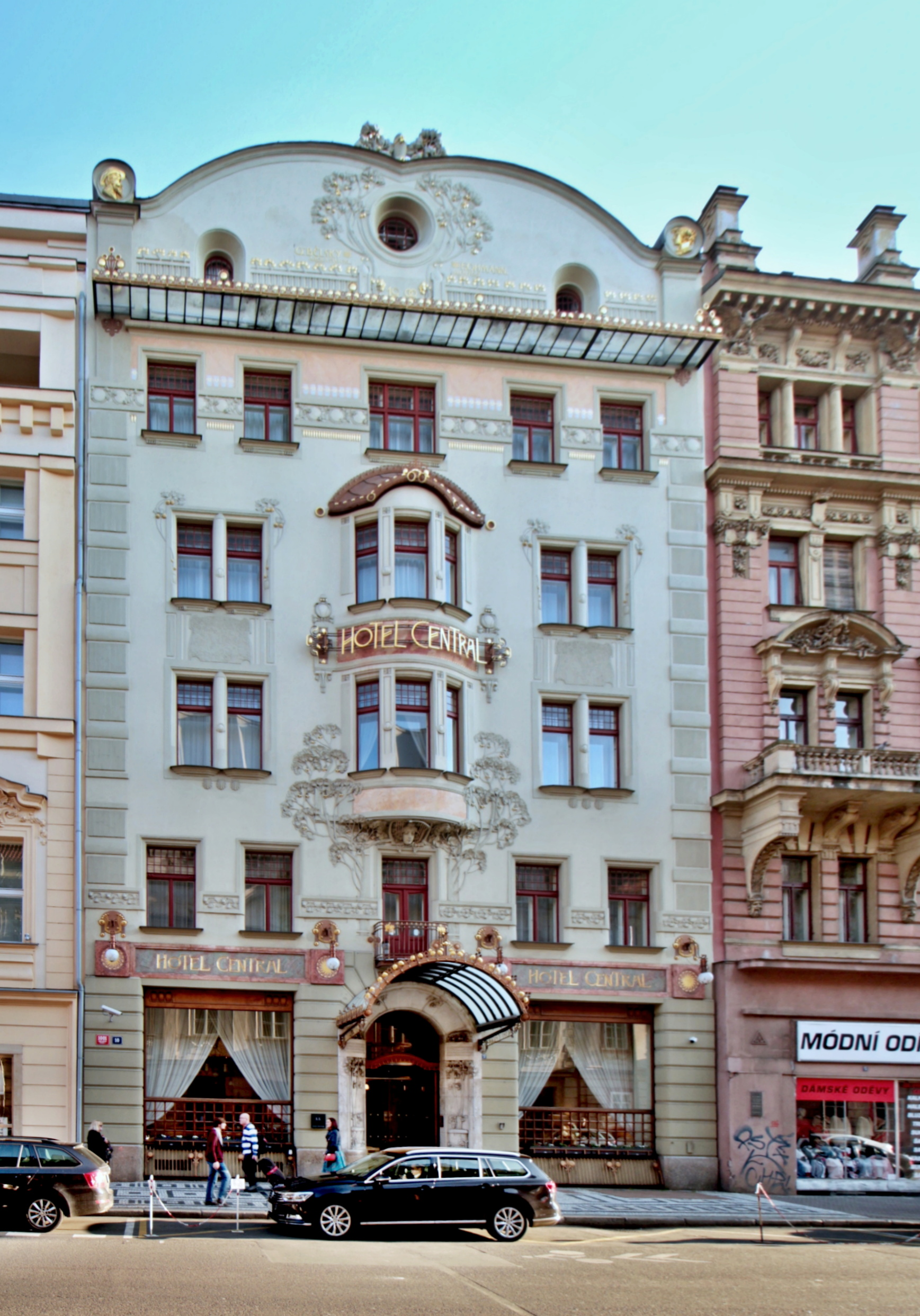
Hotel Central v Hybernské ulici, do roku 1976 sídlo již neexistujícího Komorního divadla

Městská divadla pražská (zkratka MDP) vznikla v roce 1929 tak, že k původnímu městskému Divadlu na Vinohradech byla organizačně přičleněna nová scéna Komorního divadla v Hybernské ulici.
Současná podoba Městských divadel pražských pochází z roku 1950, tehdy vznikla spojením několika pražských divadel. Ke Komornímu divadlu bylo připojeno Nové veseloherní divadlo (ve Stýblově pasáži na Václavském náměstí), které bylo přejmenováno na Divadlo Komedie. V roce 1954 se pak přestěhovalo do bývalého paláce Báňské a hutní společnosti na rohu Jungmannovy a Lazarské ulice. Od 1. července 1962 se součástí MDP stalo i Divadlo ABC, se sídlem ve Vodičkově ulici. V letech 1953–1971 mělo navíc letní scénu ve Valdštejnské zahradě a v letech 1967–1968 i v zahradě Ledeburské.

## Éra Oty Ornesta
V období působení ředitele Oty Ornesta (od 1. září 1950), pod jehož vedením dosáhlo divadlo největšího věhlasu, hrál jediný soubor na třech scénách – v Divadle ABC, v Divadle Komedie a v Komorním divadle. Tento soubor vznikl v roce 1950 z části souboru Divadla na Vinohradech, ze souboru Realistického divadla a od roku 1962 byl posílen většinou členů souboru původního Divadla ABC. Na takto široké platformě vznikl, dnes již bohužel legendární soubor, čítající obrovské množství vynikajících hereckých osobností, jako např. Marie Rosůlková, Svatopluk Beneš, Rudolf Hrušínský st., Radovan Lukavský, Jaroslav Marvan, Irena Kačírková, Lubomír Lipský, Josef Kemr, Václav Voska, Dana Medřická, Josef Bek.
Ti a mnozí další zde vynikli, pod režijním vedením Oty Ornesta a jeho kolegů Miroslava Macháčka, Václava Hudečka, Alfréda Radoka a Karla Svobody.
S divadlem spolupracovali významní výtvarníci, např. Cyril Bouda, Ester Krumbachová, Josef Svoboda, František Tichý a František Tröster, a jako hosté další režiséři, např. Jaromír Pleskot, Miroslav Horníček, František Salzer a Ján Roháč.
Uváděl se zde klasický repertoár i moderní západní dramatika, např.:
- 1950 Oscar Wilde: Jak je důležité míti Filipa, Divadlo Komedie, režie Ota Ornest, 214 repríz
- 1951 Molière: Tartuffe neboli Svatoušek, Komorní divadlo, režie Ota Ornest, 178 repríz
- 1951 Alois Jirásek: Kolébka, Divadlo Komedie, režie Karel Svoboda, 89 repríz
- 1953 William Shakespeare: Večer tříkrálový, Valdštejnská zahrada/Komorní divadlo, režie Karel Svoboda a J. Fišer, 137 repríz
- 1954 Fráňa Šrámek: Měsíc nad řekou, Komorní divadlo, režie V. Vydra ml., 51 repríz
- 1954 A. P. Čechov: Ivanov, Komorní divadlo, režie Bedřich Vrbský, 44 repríz
- 1955 G. B. Shaw: Pygmalion, Komorní divadlo, režie Ota Ornest, 250 repríz
- 1957 Oscar Wilde: Bezvýznamná žena, Komorní divadlo, režie Karel Dostal, 182 repríz
- 1957 N. R. Nash: Obchodník s deštěm, Komorní divadlo, režie Rudolf Hrušínský, 183 repríz
- 1957 Carlo Goldoni: Benátská vdovička, Divadlo Komedie, režie Karel Dostal, 203 repríz
- 1958 E. M. Remarque: Poslední dějství, Komorní divadlo, režie Ota Ornest, 64 repríz
- 1959 Michail Bulgakov: Útěk, Komorní divadlo, režie Miroslav Macháček, 23 repríz
- 1963 N. V. Gogol: Ženitba, Komorní divadlo, režie Alfréd Radok, 78 repríz
- 1963 Marcel Achard: Idiotka, Divadlo Komedie, režie Ota Ornest, 376 repríz
- 1964 Félicien Marceau: Vajíčko, Divadlo Komedie, režie Ota Ornest, 185 repríz
- 1964 J. Brandon-Thomas: Charleyova teta, Divadlo ABC, režie Ivan Weiss, 248 repríz
- 1964 Romain Rolland: Hra o lásce a smrti, Komorní divadlo, režie Alfréd Radok, 252 repríz
- 1965 Friedrich Dürrenmatt: Romulus Veliký, Komorní divadlo, režie Václav Hudeček, 70 repríz
- 1967 František Langer: Velbloud uchem jehly, Divadlo ABC, režie František Miška, 50 repríz
- 1968 Jean-Paul Sartre: Mouchy, Komorní divadlo, režie Ladislav Vymětal, 56 repríz
- 1968 Jan Drda: Hrátky s čertem, Divadlo Komedie, režie Ivan Weiss, 46 repríz
- 1970 Friedrich Dürrenmatt: Play Strindberg, Komorní divadlo, režie Ivan Weiss, 97 repríz
- 1971 Peter Barnes: Čtrnáctý hrabě Guiney, Divadlo Komedie, režie František Miška, 116 repríz
- 1972 William Shakespeare: Král Richard II., Komorní divadlo, režie Ota Ornest, 96 repríz
- 1972 Maxim Gorkij: Poslední, Komorní divadlo, režie Ladislav Vymětal, 33 repríz
- 1972 Miroslav Horníček: Kantor Barnabáš a žáci darebáci, Divadlo ABC, režie Miroslav Horníček, 122 repríz

## Období 1972 – 1989
V únoru 1972, v období normalizace, byl Ota Ornest odvolán z funkce ředitele, nahradil jej Lubomír Poživil (bývalý ředitel Divadla pracujících v Mostě v letech 1952–1972), který se snažil v nelehkých podmínkách udržovat dobrou tradici divadla, které tehdy působilo na scénách Divadla Rokoko, Divadla Komedie a Divadla ABC. Komorní divadlo bylo uzavřeno v r. 1976 z politických důvodů pod záminkou rekonstrukce, která nikdy neproběhla. Dobrá tradice divadla zůstala na oněch třech scénách i v době, kdy se repertoár stal poplatnějším jak režimu, tak odlehčené zábavnosti. Zůstal divadlem velkých hereckých individualit (Alois Švehlík, Zlata Adamovská, Věra Galatíková, Naďa Konvalinková, Boris Rösner, Ladislav Frej, Václav Vydra mladší, Jan Tříska) a kvalitních inscenací, vznikajících pod vedením režisérů Františka Mišky, Ladislava Vymětala a posléze K. Kříže (Higgins: Harold a Maude, N. Simon: Drobečky z perníku, Kander: Chicago, Gorin: Zapomeňte na Hérostrata!, I. Bukovčan: Luigiho srdce, M. Horníček: Dobře utajené housle, Hugo: Ruy Blas, W. Shakespeare: Sen noci svatojánské, E. O'Neil: Smutek sluší Elektře), jehož působení vytvořilo další velkou éru tohoto divadla.

## Období po roce 1989
Po roce 1989 se divadla rozdělila na tři samostatné subjekty s vlastními soubory a vlastním uměleckým vedením, Divadlo Komedie se pak osamostatnilo úplně.
K opětovnému umělecko-provoznímu propojení divadel ABC a Rokoko došlo v roce 2006 pod vedením ředitele Ondřeje Zajíce a uměleckého šéfa Petra Svojtky. Začala obměna repertoáru a podařilo se vyprofilovat novou tvář obou scén. Divadlo ABC, které bylo dříve chápáno jako bulvární divadlo s žánrovým repertoárem, se postupně proměnilo ve scénu, která nabízí složitější témata, zpracovávaná stále náročnější uměleckou formou. Divadlu Rokoko se etablovalo jako komorní scéna s lehce exkluzivním repertoárem, kde je kladen důraz především na individuální herecký výkon.
Sezonou 2018/2019 začíná nová etapa Městských divadel pražských: do vedení nastoupil ředitel Daniel Přibyl spolu s uměleckým šéfem Michalem Dočekalem se společným cílem přeměnit Městská divadla pražská na respektovanou kulturní instituci hrající aktivní roli ve vývoji nejen českého a evropského divadla, ale společnosti vůbec.

## Osobnosti divadla a kultury o Městských divadlech pražských
Alena Vránová
- Léta, která jsem prožila v Městských divadlech pražských, pro mne znamenají nejkrásnější úsek mého života v umění. A také nejzávažnější. Podotýkám, že mám na mysli éru, kdy vedl Městská divadla pražská pan ředitel Ornest.[6]

Václav Havel
- Vím, že jsem do Městských divadel pražských chodíval už dlouho před tím, než jsem se tam posléze ocitl jako asistent Alfréda Radoka. Proč jsem do Městských divadel pražských chodíval? Tehdy to byla v Praze – mám na mysli hluboká padesátá léta – do jisté míry oáza...[7]

- Ale v padesátých letech bylo Komorní divadlo vyhledáváno především divadlamilovným publikem jako divadlo, které si zachovalo jakýs takýs předválečně a protektorátně měšťanský charakter a na které se dalo dívat. Je to asi velká zásluha zkušeného dlouholetého ředitele Městských divadel pražských Oty Ornesta, že tomu tak bylo.[8]

Radovan Lukavský
- V podstatě všechno, co jsem v tom období v Městských divadel pražských hrál, jsem hrál rád a věřím, že každá z těch rolí a roliček měla i pro mne a moje herectví nějaký smysl. Když si uvědomím tu nádhernou, širokou a pestrou škálu lidských charakterů, s nimiž jsem se sbližoval, do nich se vciťoval a hledal pro ně tu nejpravděpodobnější vnější charakteristiku, byla to pro mne krásná učňovská léta, a vzpomínám tedy i pro to na Městská divadla pražská vděčně a rád.[9]

Carmen Mayerová
- Pro mne jsou Městská divadla pražská jednou provždy spojena s tím, že jsem byla mladá a že jsem jako herečka právě začínala. Vlastně jsou natolik spojena s mým životem, že jsou život sám.[10]

Viktor Preiss
- Městská divadla pražská jsou pro mne dodnes důležitá nejen tím, že se jednalo o mé první angažmá, ale především tím, že jsem tam poznal něco výjimečného. Všechno bylo poprvé. První role, první kolegové, Komorní divadlo se svým geniem loci, pan Ota Ornest, který jednou provždy zůstane mým prvním ředitelem.[11]

Jaroslava Adamová
- Ota Ornest byl výborným dramaturgem, takže není divu, že měla Městská divadla pražská takovou pověst, jako měla. Za jeho éry to byla divadla, o nichž se mluvilo.[12]

Jiřina Bohdalová
- Už když jsem studovala DAMU, bylo mým snem dostat se do Městských divadel pražských, poněvadž měla – díky Otovi Ornestovi – nejlepší repertoár.[13]

František Němec
- Herci v souboru MDP byli na první pohled vyladěni na jednu strunu, byli to přátelé. A jak byli vyladěni na jednu strunu, tak do sebe jakoby "vstupovali". Jejich hra byla úžasná. Hercům Městských divadel pražských nebylo zapotřebí něco obzvláště vysvětlovat.[14]

Nina Jiránková
- Co pro mne znamenala tehdejší Městská divadla pražská? Nejlepší léta mého hereckého života. A nejveselejší, ačkoliv se odehrávala v takové ošklivé době. Ostrůvek vzájemné důvěry, protože jsme spolu mohli mluvit otevřeně, aniž jsme se báli jeden druhého. Děkuji za to.[15]